# Igreja Nosso Senhor dos Passos (Cachoeiro de Itapemirim)
Igreja Nosso Senhor dos Passos, também conhecida como Matriz Velha, é uma igreja fundada no ano de 1882, na cidade de Cachoeiro de Itapemirim, localizada no interior do estado do Espírito Santo.

## História
Localizada no município de Cachoeiro de Itapemirim, no interior do estado do Espírito Santo, sua história inicia-se no ano de 1854, com a doação de um terreno de Joaquim Marcelino da Silva Lima - o Barão de Itapemirim - para a construção da primeira capela da cidade. Somente no segundo semestre de 1860, a capela começou a ser construída após uma doação de um conto e quinhentos réis por Manoel José de Araújo Machado e o Tenente Sabino José Coelho.
Situada no bairro da Independência nas margens do Rio Itapemirim, a capela sofreu com enchentes nos anos de 1867, 1872 e 1875 que causaram danos graves na estrutura da capela. Com o prédio em condições precárias, o padre Manoel Leite Sampaio pediu ao Capitão Francisco de Souza Monteiro, abrigasse as imagens da igreja para sua capela particular.
Com sua situação de risco a capela foi doada a Paróquia de Cachoeiro de Itapemirim e passou por uma série de reformas até sua inauguração no ano de 1882 em que começou a funcionar como matriz de Cachoeiro e no ano de 1884, passou a ser dedicada a São Pedro Apóstolo, padroeiro da cidade.

### Festividades
Entre as festividades promovida pela igreja está a Festa da Unidade na Paróquia Nosso Senhor dos Passos em que é realizada uma missa e posteriormente um almoço em comemoração à Paróquia.

## Tombamento
A igreja passou pelo processo de tombamento junto ao Conselho Estadual de Cultura (CEC), órgão estadual responsável pela preservação da história do estado do Espírito Santo.
No ano de 2014, um processo de restauração foi iniciado na igreja. Naquele ano foi realizada uma reforma, que consistiu na revitalização externa e a pintura de portas e janelas. No ano de 2016, a obra passou por um processe de restauro interno que contou com a supervisão da restauradora Mariana Caliari. Segundo o padre Evaldo Ferreira, dos seiscentos mil reais destinado pela gestão do governador Paulo Hartung (PMDB), apenas duzentos e sessenta e sete mil reais chegaram para a realização da obra.
Em fevereiro de 2022, a igreja passou por mais um processo de restauração com a participação de órgãos de Secretária de Estado da Cultura (SECULT), do Instituto do Patrimônio Histórico e Artístico Nacional (IPHAN), além de uma série de profissionais da área vinculados à Universidade Federal do Espírito Santo (UFES).